# Rendszerváltás Magyarországon

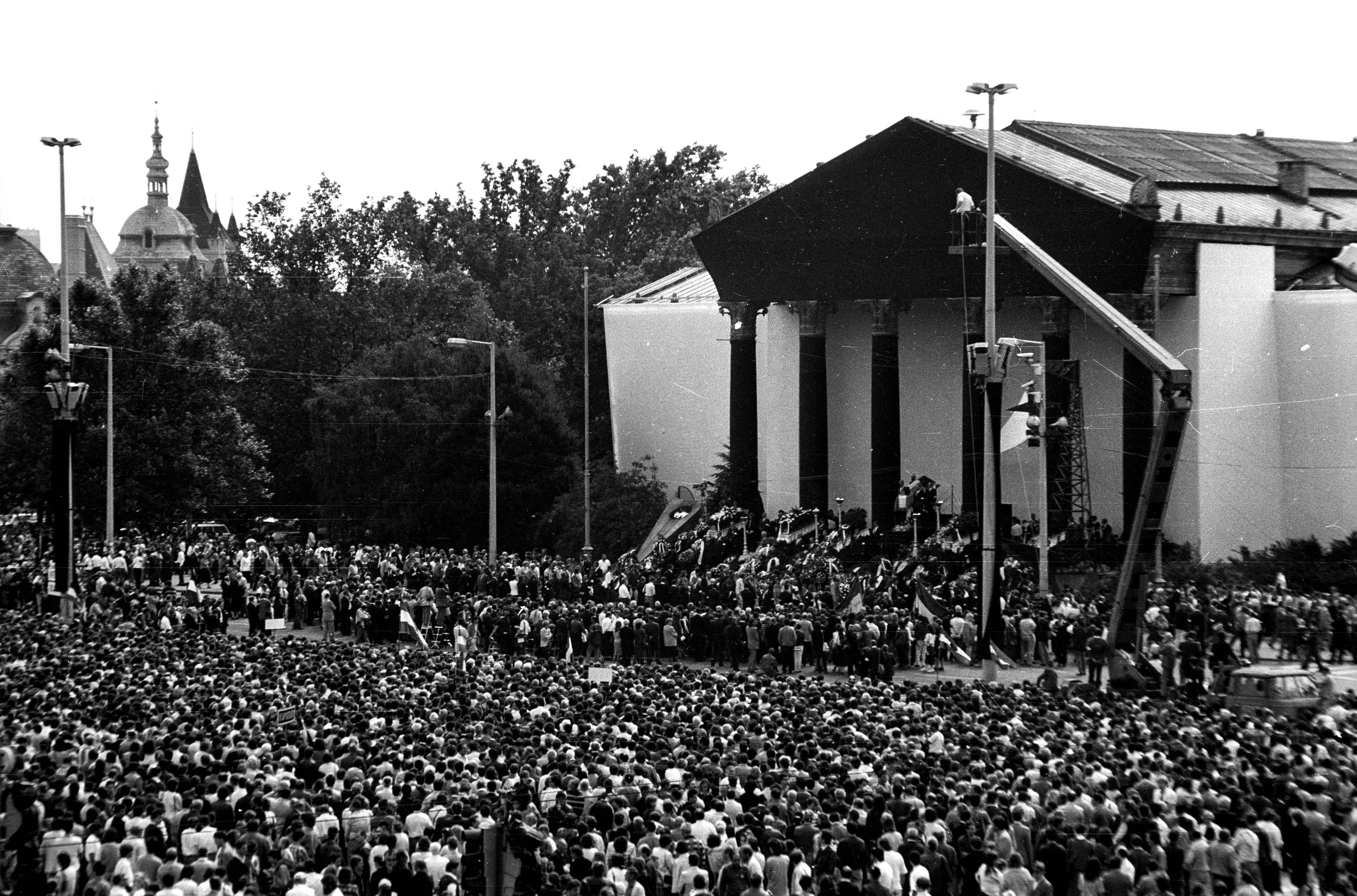
1989. június 16. Nagy Imre és mártírtársainak ünnepélyes újratemetése a Hősök terén, több mint 200 ezer fő részvételével

A kifejezésről lásd még: Rendszerváltás (egyértelműsítő lap)
A rendszerváltás Magyarországon (avagy rendszerváltozás, vagy rendszerváltoztatás) szűkebb értelemben Magyarország történelmének azon korszakát jelöli, amely során a magyar állam az egypártrendszerrel és annak kulturális, ideológiai relációival szakítva demokratikus állammá változott, s felszámolva az államszocialista rendszert, békés úton átalakult egy demokratikus, pluralista, köztársasági berendezkedésű állammá. A rendszerváltást alapvetően az 1989-es évhez kötik, mivel ebben az évben történtek a legjelentősebb, legemblematikusabb események ezzel kapcsolatban (a Magyar Köztársaság kikiáltása, Nagy Imre újratemetése, Kádár János halála), de mind az azt megelőző, mind az azt követő években számos lényeges mozzanat játszott szerepet ebben az eseménysorozatban.
A rendszerváltás Magyarországon tágabb értelemben olyan eseményt jelöl, mely során a magyar társadalom szerkezete egy adott formáról egy másikra váltott (avagy változott) békés (például: őszirózsás forradalom), vagy erőszakos úton (például: 1848–49-es forradalom és szabadságharc).

## Története
1987-ben Lezsák Sándor lakiteleki házának udvarán megalapította a Magyar Demokrata Fórumot (MDF). 1988-ban alakult meg a másik két rendszerváltó párt: a SZDSZ (Szabad Demokraták Szövetsége) és a FIDESZ (Fiatal Demokraták Szövetsége).
1988. május 22-én az MSZMP pártértekezletén az idős és nyilvánvalóan gyengülő egészségű Kádárt felmentették, helyére Grósz Károly miniszterelnököt választották meg a párt főtitkárává, ezzel egyértelművé vált, hogy a Kádár-korszak hamarosan véget ér, bár Kádár az MSZMP újonnan kreált "tiszteletbeli elnök" tisztséget megkaphatta. 1988 novemberében Németh Miklós lett a miniszterelnök, aki kormányával fentről irányított békés átmenetre (a korábban elindult „reformfolyamatok” betetőzéseként) törekedett, felgyorsítva az ehhez szükséges jogszabályi változtatásokat.
Pozsgay Imre 1989. január 28-án 1956-ot népfelkelésnek nevezte. Az MSZMP Központi Bizottságának február 10-11-ei és 20-21-ei ülésein elfogadták a többpártrendszert. 1989. június 16-án Nagy Imrét és mártírtársait a Hősök terén újratemették. Egyes vélemények szerint az esemény jelentette a Kádár-rendszer igazi végét, bár Kádár csak július 6-án halt meg (temetésén szintén jelentős tömeg vett részt).
1989 tavaszán ellenzéki szervezetek és pártok tömörültek az EKA-ba (Ellenzéki Kerekasztal), hogy közösen képviseljék az álláspontjukat a hatalommal szemben. Az EKA tárgyalásokat folytatott az MSZMP-vel (Magyar Szocialista Munkáspárt). Az alkotmányt az országgyűlés fogadta el, de a tényleges döntés a Nemzeti Kerekasztal keretein belül zajlott. Az EKA megállapodást írt alá a hatalommal. 1989.szeptemberére az MSZMP-ből kivált az MSZP. 1989. október 23-án kikiáltották az új köztársaságot.
1990 tavaszán tartották meg az első szabad választásokat, melyet az MDF nyert meg. A 2. helyet az SZDSZ szerezte meg, de mivel az MDF nem tudta meg szerezni a parlamenti helyek többségét, így másik két konzervatív pártot kellett bevonni a kormányba. Antall József vezetésével egy jobbközép koalíciós kormány alakult, amely az MDF, FKGP (Független Kisgazdapárt), és a KDNP (Kereszténydemokrata Néppárt) koalíciójával alakult meg.
Göncz Árpádot választották meg köztársasági elnöknek (1990-2000). Sólyom Lászlót pedig az Alkotmánybíróság elnökének. Ő 2005-2010 között töltötte be Magyarország köztársasági elnöki posztját.
1989-ben a Szovjetunió elkezdte csökkenteni a Magyarországon tartózkodó hadereje létszámát. Gorbacsov belátta, hogy a közép-európai országok a demokratikus útra lépnek, így nem látta szükségét a szovjet katonák további magyarországi állomásoztatásának. 1991. június végére az utolsó szovjet katona is elhagyta Magyarország területét.
Az Antall-kormány a KGST (Kölcsönös Gazdasági Segítség Tanácsa) és a Varsói Szerződés felszámoltatására törekedett. 1991. március 31-én érvényét vesztette a Varsói Szerződés katonai szervezete. 1991. július 1-én teljesen feloszlott maga a Varsói Szerződés is.

## Összefoglalás

### 1989 előtt
- 1977-ben megjelent az első magyar szamizdat, a Marx a 4. évtizedben.
- 1980-ban megjelenik Kornai János Hiány című könyve.
- 1980 szeptember 17-én Gdańskban Lech Wałęsa villanyszerelő vezetésével hivatalosan megalakul a Szolidaritás Független Önigazgató Szakszervezet Lengyelországban.
- 1980 novemberében elkészült a Bibó-emlékkönyv.
- 1981. december 13-án Lengyelországban szükségállapotot vezettek be.
- 1982. november 10-én meghalt Leonyid Iljics Brezsnyev szovjet pártfőtitkár.
- 1984 októberében az Új Forrásban megjelenik Nagy Gáspár „Öröknyár” című verse, amelyben Nagy Imre kivégzett miniszterelnökre utalva írja: „nem szabad feledni, a gyilkosokat néven nevezni.” A lapot betiltják, Nagy Gáspár nem publikálhat.
- 1985. március 11-én Gorbacsov lett az Szovjetunió Kommunista Pártjának (SZKP) Központi Bizottságának új főtitkára.
- 1985. június 14–16. került sor a monori találkozóra.
- 1986. február 25-én Gorbacsov meghirdeti az SZKP XXVII. kongresszusán a peresztrojkát, a politikai-gazdasági rendszer átalakítását.
- 1986. március 15-én este a Lánchídra vonuló békés fiatalokat feltartóztatta és megverte a rendőrség. Az incidens "Lánchídi csata" néven híresült el. (Amely természetesen nem azonos az 1918-as eseménnyel.)
- 1986. október 11–12-én Gorbacsov és Ronald Reagan csúcstalálkozója Reykjavíkban.
- 1986. december 12-én Kádár János rádió- és televízió-nyilatkozatot adott, amelyben tagadta, hogy válsághelyzet lenne Magyarországon. (Későbbi beszédeiben is legfeljebb válságjelenségeket emlegetett.)
- 1987. január 1-jével formálisan is kétszintűvé vált a magyar bankrendszer. Az év elején megjelent a Fordulat és reform.
- 1987. júniusában. A szamizdat Beszélő különszámaként megjelenik Kis János Társadalmi szerződés című röpirata.
- 1987 június 25-én Grósz Károlyt választották a minisztertanács elnökévé. Programjában elismerte a piacgazdasági nyitás szükségességét, de a megújulást a szocializmuson belül képzelte el.
- 1987. szeptember 27-én a lakiteleki találkozó során megalakult a Magyar Demokrata Fórum (MDF), az első új párt az 1956-os forradalom óta.
- 1988. január 1-jén bevezették az ÁFA-t, a személyi jövedelemadót (SZJA) és az állampolgári jogon járó, a világ összes országába érvényes „világútlevelet”, amivel megszűnt a korábbi, a szocialista és a tőkés országokba eltérő feltételekkel kapható „kiutazási engedélyek” gyakorlata. A világútlevél révén indult meg a tömeges árubeszerzési célú turizmus, amit az új vámszabályok is segítettek. (Az ennek következtében Ausztria felé erősen megélénkült bevásárlóturizmus a háztartási gépek iránti magas kereslet miatt "Gorenje-turizmus" néven került be a közbeszédbe. A korabeli árfolyamon 3000 HUF / 60 USD összegű egyéni valutakeret szűkössége és a szintén személyenkénti vámkedvezmény miatt több generációnyi családok indultak útnak.[2])
- 1988. március 15-én 10-15 ezer fős tüntetés követelte a szabad választásokat. Demszky Gábort letartóztatják.Kádár János és Grósz Károly kézfogása 1986-ban

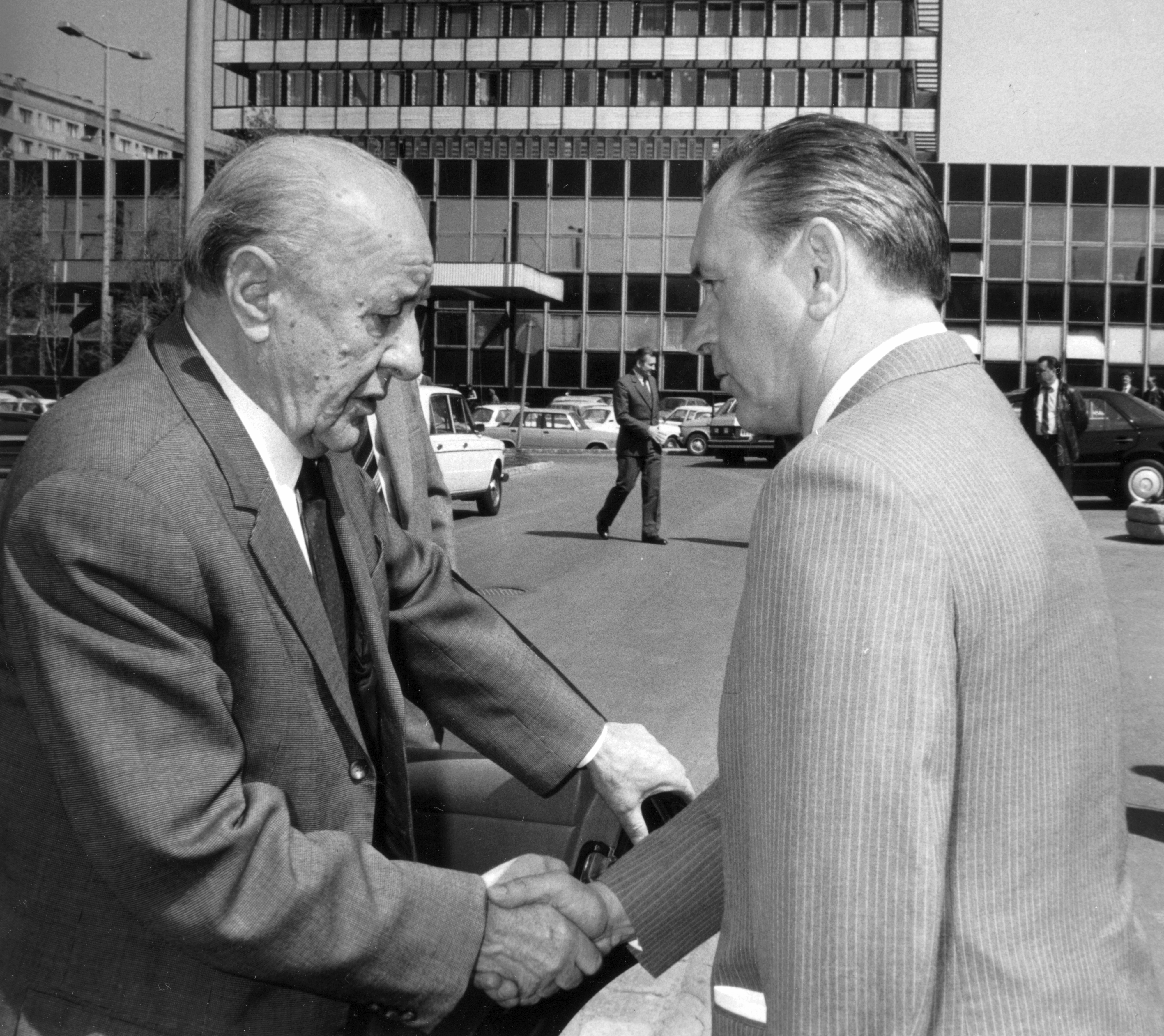
Kádár János és Grósz Károly kézfogása 1986-ban

- 1988. március 19. 46 fő megalakította a Szabad Kezdeményezések Hálózatát, az SZDSZ elődjét.
- 1988. március 30-án megalakult a Fidesz.
- 1988. április 8-án Bíró Zoltánt, Bihari Mihályt, Király Zoltánt és Lengyel Lászlót kizárták az MSZMP-ből.
- 1988. május 20–22-én az MSZMP pártértekezletén teret nyert az állampárt reformszárnya, amely a "kibontakozási programot" bizonyos társadalmi lazítások árán kívánta megvalósítani. A működésképtelen tervgazdálkodást meghaladva a piacgazdaság arányának növelését és a decentralizálást tűzte ki célul, mivel 1987-ben az egész folyamat a gazdaság katasztrofális, fenntarthatatlan állapotával indult. Az ambiciózus Grósz Károly és reformista köre elérték, hogy felmentsék Kádár Jánost pártfőtitkári tisztségéből, aki ugyan a párt elnöke maradt, az addigi hatalma viszont megszűnt. Utódja Grósz lett. Leváltották a Politikai Bizottság nagy többségét is. A pártértekezlet határozata kiállt az egypártrendszeren belüli, „a párt vezető szerepére épülő” szocialista pluralizmus mellett.
- 1988. június 16-án Nagy Imre volt miniszterelnök kivégzésének 30. évfordulóján Párizsban, a Père-Lachaise temetőben felavatták Nagy Imre és mártírtársai jelképes síremlékét. Magyarországon független csoportok megemlékezést tartottak a Batthyány-örökmécsesnél. A körülbelül 200 fős ünneplő tömeget a rendőrség erőszakkal feloszlatta.
- 1988. június 27-én közel 100 ezer fős tüntetés volt Budapesten a romániai falurombolások ellen.[1]
- 1988. augusztus 31-én a Lengyel Egyesült Munkáspárt részéről kezdeményezést mutattak a hatalom megosztására.
- 1988. október 9-én a Kis-kukta étteremben megalakul a veszprémi MDF szervezete 21 fővel.

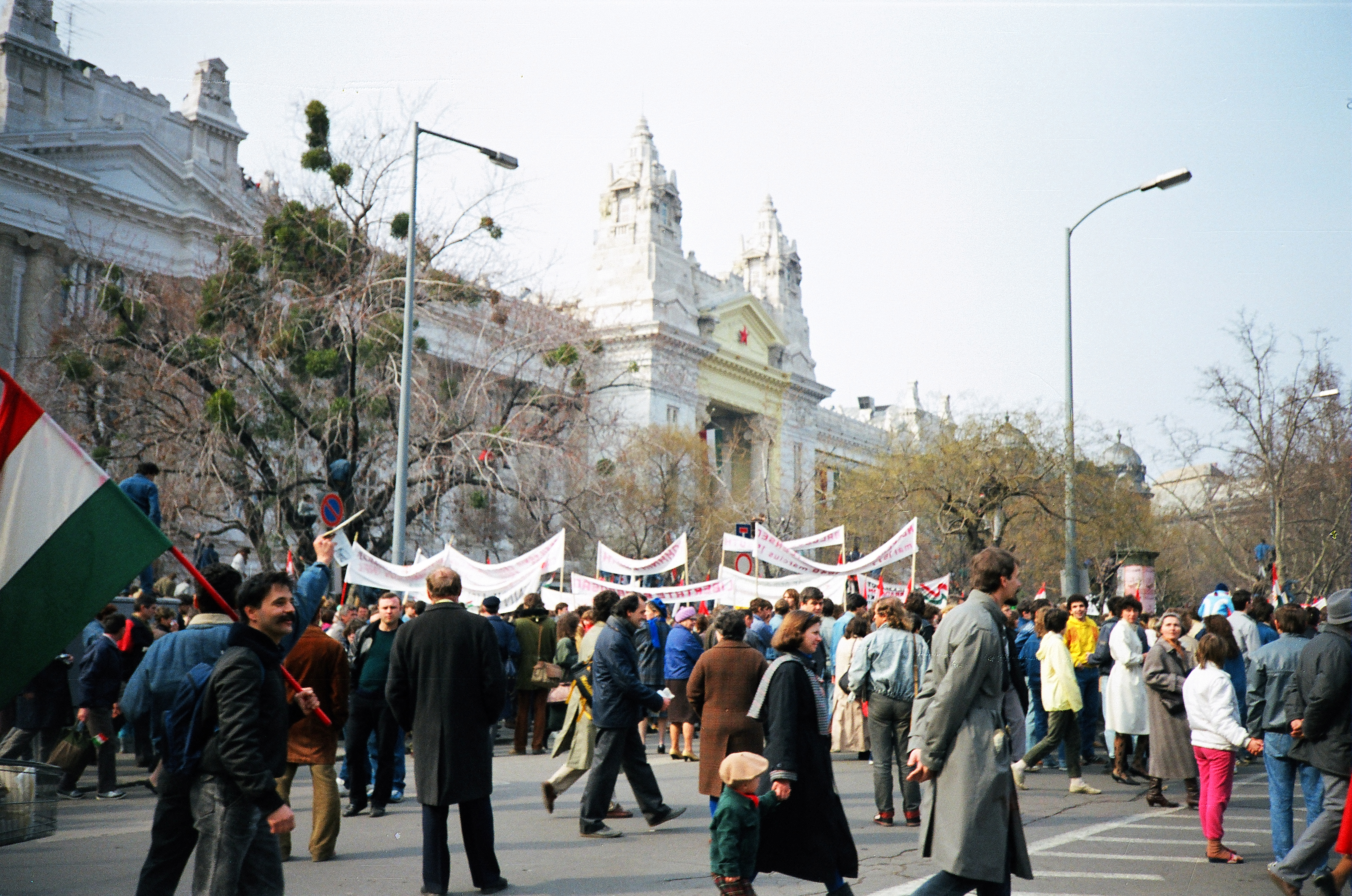
Budapest, Szabadság tér - 1989. március 15.

- Budapest, Szabadság tér - 1989. március 15.1988. november 5-én A Tabán étterem különtermében megalakul a Független Jogász Fórum.
- 1988. november 23-án a Kis-kukta étteremben a veszprémi MDF tagtoborzó ülése 78 fővel.
- 1988. november 13-án a budapesti Jurta Színházban megalakult a Szabad Demokraták Szövetsége.
- 1988. november 20-án a veszprémi egyetem aulájában megalakul az MDF megyei fóruma 500 fővel, Bíró Zoltán, Horváth Balázs, Paczolai Gyula és Szabó Tamás közreműködésével.
- 1988. november 24-én Németh Miklós lett a minisztertanács új elnöke. Öt nappal később Szegeden MSZMP-tagok kezdeményezték a párton belüli platformok, reformkörök megalakulását. Grósz Károly „frakciózás” címén elítéli a kezdeményezést.
- 1988. december 9-én Balatonfüreden megalakul az MDF balatonfüredi szervezete, vendég Bíró Zoltán a Hitel című lap főszerkesztője.

### 1989–1990
- 1989. január 28-án Grósz Károly távolléte alatt Pozsgay Imre a Magyar Rádió 168 óra című műsorában az 1956-os forradalmat "népfelkelésnek" nevezte.[3]
- 1989. február 6-án kerekasztal-tárgyalások kezdődtek Lengyelországban.
- 1989 február: Az MSZMP Központi Bizottságának február 10-11-ei és 20-21-ei ülésein elfogadják a többpártrendszert, amelyet március 29-én Grósz Károly jelent be.[4][5]
- 1989. március 11-12-én tartotta az MDF az első országos gyűlését.
- 1989. március 15-én közel 100 ezer fős tüntetés volt Budapesten. Beszédet mondott Kis János, Orbán Viktor; Tamás Gáspár Miklós felszólított a Varsói Szerződésből való kilépésre. A Szabadság téren, a Magyar Televízió hajdani székházának főbejárati lépcsőjén Cserhalmi György felolvasta a tömegtüntetést szervező ellenzéki szervezetek 12 pontját, majd Csengey Dénes, a Magyar Demokrata Fórum elnökségének tagja kinyilvánította, hogy a Magyar Televízió az egész magyar nemzeté és nem a kormányé.

"Tőlünk ne féltse senki a televíziót! Nagyon fogunk rá vigyázni, mert a miénk! És ugyanígy ne féltse tőlünk senki Magyarországot! Nagyon fogunk rá vigyázni, mert az is a miénk. [...] És most induljunk tovább. Ne tagadjunk ki senkit a szívünkből, mert mindannyiunké a nemzet Vigyük magunkkal az emelkedett méltóságot. Szabad március 15-ét, 16-át, 17-ét, 18-át, 19-ét, 20-át… és így tovább, az öröknaptár utolsó napjáig.

A hivatalos tömegtájékoztatás, elsősorban a Magyar Televízió csak néhány mondatban, hiányosan és torzítva számolt be a tüntetésekről.
A Magyar Televízió épületének jelképes elfoglalására több tízezren érkeztek a Szabadság térre. A zsúfolásig megtelt téren a résztvevőknek először Cserhalmi György színművész olvasta fel a 31 független szervezet által aláírt 12 pontot. Ezután Csengey Dénes, a Magyar Demokrata Fórum elnökségének tagja lépett a mikrofonhoz. Bejelentette: a független politikai szerveződések, pártok ki akarják nyilvánítani, hogy a Magyar Televízió az egész nemzeté, s e tulajdonjogot a jövőben is érvényesíteni kívánják. […] Az MTV bejárata előtt gyerekek és fiatalok Szabad magyar televízió föliratú transzparenst feszítettek ki, ezzel jelezve a televízió jelképes elfoglalását.
- 1989. március 22-én megalakult az Ellenzéki Kerekasztal (EKA).
- 1989. május 1. Az MSZMP Felvonulási téren rendezett utolsó majálisán egy szolidabb nagygyűlés keretében Kádár János helyett már Grósz Károly mondott beszédet.[9][10][11]
- 1989. május 2-án hirdették ki egy nemzetközi sajtótájékoztatón Hegyeshalomban a vasfüggöny lebontásának megkezdését. Alois Mock osztrák és Horn Gyula magyar külügyminiszter 1989. június 27-én személyesen is részt vett a bontásban.
- 1989. május 20–21-én Az MSZMP reformköreinek első országos tanácskozása Szegeden.
- 1989. június 13. és szeptember 18. között politikai egyeztető tárgyalások folytak az EKA és az MSZMP képviselői között az ún. sarkalatos törvények megalkotásáról. Ezeknek a törvényeknek az 1985-ben választott országgyűlés általi elfogadása teremtette meg a rendszerváltás jogi kereteit.
- 1989. június 16. Nagy Imre és mártírtársainak ünnepélyes újratemetése a Hősök terén több mint 200 ezer fő részvételével. Orbán Viktor éles hangú beszédben követelte a szabad választásokat és a szovjet csapatok kivonását. (Az állambiztonság és a pártvezetés tartott tőle, hogy a radikálisan hangzó beszéd problémákat okozhat a Szovjetunióval már folyamatban lévő tárgyalásokban.[12])
- 1989. július 6. A Legfelsőbb Bíróság megsemmisítette Vida Ferenc bíró 1958. június 15-iki ítéletét, és bűntelennek jelentette ki Nagy Imrét és vádlott-társait. Ugyanezen a napon hetvenhét éves korában meghalt Kádár János.
- 1989. július 11-13. George H. W. Bush magyarországi látogatása. A történelemben először járt hivatalban lévő amerikai elnök magyar földön. Bush elnök beszédet mondott a Kossuth téren és a Marx Károly Közgazdaságtudományi Egyetemen is.
- 1989. július 14. Kádár János gyászszertartása és temetése a Kerepesi úti temető munkásmozgalmi panteonjában.
- 1989. augusztus 19. Sopron közelében a Páneurópai piknik három órára megnyitotta a vasfüggönyt.

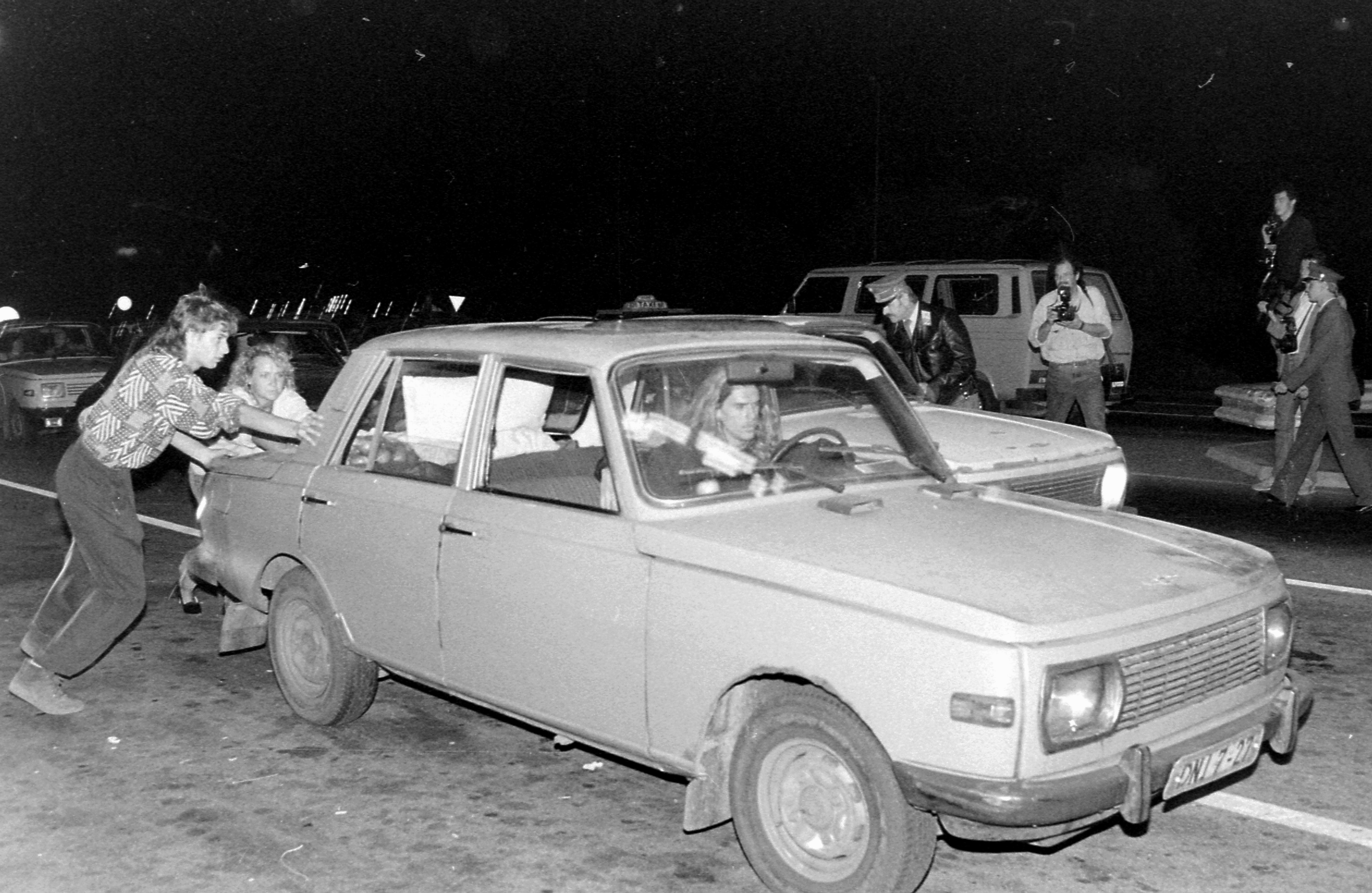
A megnyitott hegyeshalmi határátkelőnél NDK-menekültek tolják át a Wartburgjukat a határon 1989. szeptember 10-én

- 1989. szeptember 10-én a magyar kormány megnyitotta a magyar-osztrák határt közel 60 ezer fő NDK-menekült előtt.[13][14]
- 1989. szeptember 18-án véget értek a nemzeti kerekasztal-tárgyalások. A megállapodást az SZDSZ és a Fidesz nem írta alá. (Lásd még: Négyigenes népszavazás.)
- 1989. október 7–10. Az MSZMP XIV., utolsó kongresszusán a küldöttek döntöttek a párt megszüntetéséről és Magyar Szocialista Párt néven új, demokratikusan működő párt alapításáról. Az MSZP örökölte az MSZMP vagyonát. Az átalakulást ellenzők Thürmer Gyula vezetésével 1989. december 17-én újjáalakították az MSZMP-t, melynek Központi Bizottságában tag lett a párt két korábbi politikusa, Grósz Károly és Berecz János.
- 1989. október 23-án, déli 12 óra 3 perc 28 másodperckor Szűrös Mátyás ideiglenes köztársasági elnök a Parlament egyik teraszáról kikiáltotta a harmadik magyar köztársaságot. (Azért a „harmadik” köztársaság, mert 1918–1919 között, az őszirózsás forradalom után „népköztársaság” néven, majd 1946–1948 között már volt Magyarországon köztársasági államforma.)
- 1989. november 21. Németh Miklós a Parlamentben bejelentette, hogy Magyarország bruttó külföldi adóssága az év végére eléri a 20 milliárd, a nettó adósságállomány pedig a 14 milliárd dollárt, az államháztartás összes adóssága 1100 milliárd forint lesz, egyúttal elismerte, hogy a vezetés még az 1980-as évek közepén is hamis adatokat közölt az adósságállományról, attól tartva, hogy elriasztja a külföldi hitelezőket.[15][16][17]
- 1989. november 26. Négyigenes népszavazás.
- 1989. december 2–3. Gorbacsov és id. George Bush csúcstalálkozója Máltán.
- 1990. január 5. Kirobbant a Dunagate-botrány.
- 1990. március 10-én Moszkvában Horn Gyula magyar és Eduard Sevardnadze szovjet külügyminiszter megállapodott a szovjet csapatok kivonásáról.
- 1990. március 25. és április 8. 43 év szünet után ismét demokratikus, szabad választások zajlottak le. Az MDF szerezte meg a legtöbb szavazatot, így Antall József alakíthatott kormányt. Ezután négy évente került sor országgyűlési választásokra.
- 1990. április 29-én Antall József és Tölgyessy Péter megkötik az MDF-SZDSZ paktumot.
- 1990. május 2. Göncz Árpád ideiglenes köztársasági elnök megválasztása.
- 1990. május 23. Az Antall-kormány megalakulása
- 1990. június 7. A Varsói Szerződés tagállamai a kelet-európai szocialista rendszerek bukása óta először tartottak csúcsértekezletet. Magyarország szerint meg kell szüntetni a szervezetet. Antall József bejelentette: 1991 végéig kilép a Varsói Szerződésből.
- 1990. június 9. Az Országgyűlés az MDF-SZDSZ paktum értelmében módosítja az alkotmányt, lecsökkentik a kétharmados törvények számát.
- 1990. június 21-én megalakult a Budapesti Értéktőzsde (BÉT).
- 1990. július 3.-án az Országgyűlés a Kádár-címert a mai köztársasági címerre cserélte.[18]
- 1990. augusztus 3. Az Országgyűlés Göncz Árpádot köztársasági elnökké választja.

### 1990 után
- 1990. március 12-én az első szovjet katonai alakulat – a hajmáskéri harckocsiezred T–64-esei – megkezdte a bevagonírozást az országból való kivonulásuk jegyében.
- 1990. október 26-án országszerte útlezárások kezdődtek egy jelentős benzináremelés hírére. A taxisblokád három nap múlva békésen, egy politikai kompromisszummal ért véget.

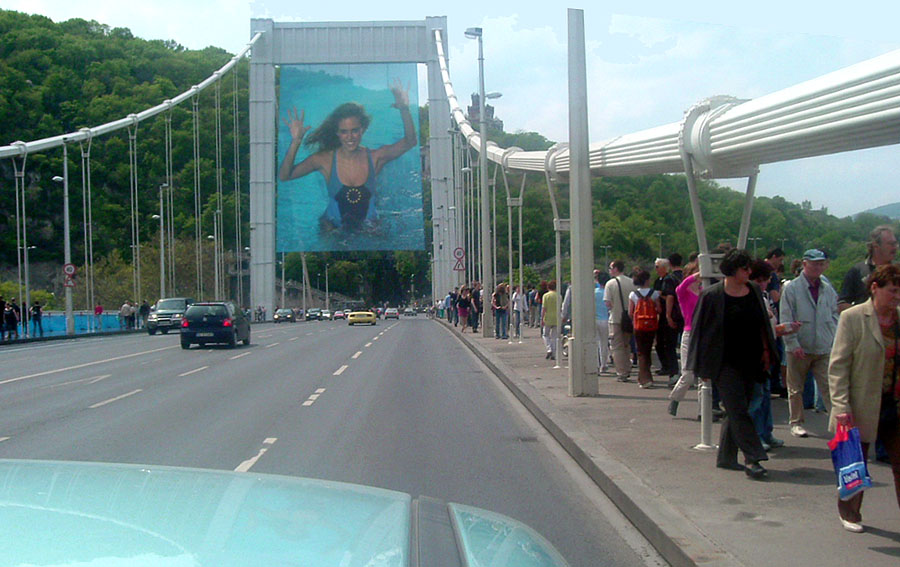
Az Erzsébet híd az EU-csatlakozás napján

- Az Erzsébet híd az EU-csatlakozás napján1991. június 19-én Csap irányába az utolsó szovjet katona is elhagyta Magyarország területét, amikor Viktor Silov altábornagy fekete Volga 3102 típusú autóján 15 óra egy perckor Záhonyt elhagyva, áthajtott a Tisza hídján.[19]
- 1994. március 31-én Magyarország benyújtotta csatlakozási kérelmét az Európai Unióhoz.
- 1997. július 8-án a NATO meghívta Csehországot, Magyarországot, és Lengyelországot, hogy csatlakozzanak a szövetséghez.[20]
- 1999. március 12-én letétbe helyezték a magyar NATO-csatlakozási okmányokat az amerikai Independence városban.
- 2004. május 1-jén Magyarország másik kilenc társult országgal együtt csatlakozott az Európai Unióhoz.
- 2007. december 21-én Magyarország másik tizenkét társult országgal együtt csatlakozott a schengeni övezethez.
- 2012. január 1-jén hatályba lépett Magyarország Alaptörvénye, felváltva a Magyar Köztársaság Alkotmányát, vagyis az 1949. évi XX. törvényt, amelyet 1989-ben a rendszerváltás során nagy mértékben módosítottak.

## Korábbi rendszerváltások Magyarországon
Noha a rendszerváltás kifejezés Magyarországon a legtágabb értelemben véve az 1987–1990 között végbement (radikális) politikai és társadalmi változásokat jelöli, hasonlóan gyökeres és gyors politikai és társadalmi berendezkedés-változás több is lezajlott Magyarország történelme során. Az egyik legismertebb és talán legradikálisabb, „rendszerváltásnak” nevezhető esemény Szent István hatalomra jutása volt, mikor is Magyarország a korábbi törzsi berendezkedést rövid idő alatt felváltotta a királyság és a feudalizmus korabeli politikai rendszerével és egyúttal vallást is „váltott”; keresztény állam lett.
Hasonlóan radikális, a magyar politikai rendszert alapjaiban megváltoztató eseménysor ezt követően egészen az áprilisi törvényekig nem volt; az Aranybulla, illetve a Werbőczy István által összegyűjtött Hármaskönyv az addig is létező, csak le nem jegyzett szokásokat, íratlan törvényeket foglalta össze és írta le, illetve egészítette ki. Utóbbi egészen 1848-ig, egyes öröklési jogi részeit tekintve 1945-ig érvényben volt a joggyakorlatban. Az ország három részre szakadása csak a török uralom alá került területeken hozott rendszerváltást; az iszlám törvénykezés, a saría bevezetését és kizárólagos alkalmazását, valamint a török adminisztrációs és politikai rendszer bevezetését. Erdélyben és a Magyar Királyság fennmaradó részében ugyanaz a rendszer működött tovább, mint Buda török kézre kerülése (1541) előtt.
Az áprilisi törvények a Szent István óta létező familiáris rendszert egy polgári-parlamentáris berendezkedéssel váltották fel, a hatalom nagy részét az azt addig kizárólagosan gyakorló mindenkori magyar királytól egy felelős kormány kezébe utalva. A békés, ám radikális változást rövid időn belül egy forradalom követte, melynek bukásával Ausztria totális diktatúrát vezetett be Magyarország területén. A Bach-korszak kezdete az áprilisi törvényekhez hasonlóan szintén „békés” és radikális rendszerváltozást jelentett, melyet egy újabb radikális rendszerváltás, a kiegyezés követett. Az így kialakult dualizmust és vele a királyságot az első világháborút követő őszirózsás forradalom győzelméből született (első) Magyar (Nép)köztársaság kikiáltása söpörte el. Ezt hamar váltotta a Magyarországi Tanácsköztársaság, hogy azt ismét, ezúttal egy király nélküli királyság váltsa, a maga sajátos, az általa restaurálni kívánt rendszerhez nem túlzottan hasonlító berendezkedésével. Ezt a politikai rendszert a nyilas hatalomátvételt követő diktatúra számolta fel, mely a második világháborúba bukott bele. A háború után egy rövid, valóban demokratikus átmenet következett, amit második magyar köztársaságként tartanak számon, melynek a kommunisták erőszakos hatalomra jutása és a sztálinista diktatúra bevezetése vetett véget. Ezt az 1956-os forradalom törölte el, melynek bukása újbóli rendszerváltásként is értelmezhető. Ezt a Kádár-korszaknak nevezett politikai berendezkedést váltotta 1989. október 23-án a (harmadik) Magyar Köztársaság kikiáltása és a jelenleg is működő rendszer. A 2012-es Alaptörvény elfogadása után egyes vélemények szerint a harmadik Magyar Köztársaságot újabb rendszer váltotta fel (szimbolikusan az ország hivatalos nevét is Magyarországra változtatva), amellyel szemben az Orbán-kormány politikai ellenfelei retorikájukban gyakorta újabb „rendszerváltást" követelnek.

## Idézetek
„Tetszettek volna forradalmat csinálni!” – Antall József miniszterelnök állítólagos megjegyzése az 1990-es évek elején a radikális MDF-es párttársainak szólt, és arra utalt, hogy a magyar átmenet békés, megegyezéses jellege következtében nem lehet végrehajtani az előző rezsim vezetőinek elszámoltatását. Antall szavai a közbeszédben folyamatosan visszatérő idézetté váltak, miután a korábbi rendszer vezetőinek és ügynökeinek teljes körű elszámoltatása azóta is várat magára.

## Érdekesség
A pesti humor a fogalmat mindjárt születése után kiforgatta, módszerváltásként, illetve gengszterváltásként emlegetve a rendszerváltozást – utalva ezzel a nómenklatúra hatalmat és vagyont átörökítő manővereire és a változással kapcsolatos tanult tehetetlenség csendes népi szkepszisére. Az MSZMP XIV. kongresszusán történtekre pedig egy másik korabeli tréfa utalt: "Az MSZP-nek jutott a tőke, a Munkáspártnak pedig Marx."

## A magyar rendszerváltás ábrázolása a művészetekben

### Film
- Édes Emma, drága Böbe (1992) - rendező: Szabó István
- Csapd le csacsi! (1992) - rendező: Tímár Péter
- Bolse vita (1995) - rendező: Fekete Ibolya
- Moszkva tér (2001) - rendező: Török Ferenc

### Színház
- Vajda Katalin - Fábri Péter: Anconai szerelmesek a Balatonon (2015)
- Fejes Endre - Tasnádi István: Rozsdatemető 2.0 (2019)

### Képzőművészet
- Galambos Tamás: Nagy Imre újratemetése (2011) - festmény

### Könnyűzene
- Aurora: Viszlát Iván! (1989)[22]
- Pa-dö-dő: Bye-bye Szása (1990)[23][24]

### Dokumentumfilmek
- Dér András 1 filmje Antall Józsefről
- Mozgóképes történelem, Rendszerváltás Magyarországon és Kelet-Európában (1988–1990) I–II., Fekete Doboz Alapítvány, 2006
- Szalay Zoltán – Arnold Éva: Visszapillantás 1981–2005. A magyar sajtófotó huszonöt éve (magyar–angol nyelven), (Magyar Újságírók Országos Szövetsége, 2007) ISBN 9789630621373
- MTV Híradó 1990 márciusából. 1. rész és 2. rész